# パトリシア・フィスター
パトリシア・フィスター（Patricia Fister）はアメリカ合衆国の美術史学者。国際日本文化研究センター名誉教授、中世日本研究所室長。専攻は日本美術史で近世日本をはじめ、尼門跡の研究を行っている。

## 来歴・人物
1983年にカンザス大学大学院東洋美術史研究科博士課程修了。1983年から米国ニュー・オーリーンズ美術館 学芸員を経て、1984年カンザス大学美術史部助教授および付属のスペンサー美術館学芸員を務める。その後来日し、1991年に国際日本文化研究センター寄附研究部門教員（助手）、1995年から同センター客員助教授。1998年に白鳳女子短期大学助教授を務めた後、2001年に再び国際日本文化研究センターに務め始め、同海外研究交流室助教授となり、2007年4月同教授となる。2019年3月末をもって定年退職、名誉教授。
同年4月より京都市上京区にある大歓喜寺内の中世日本研究所室長を務めている。

## 主な著作
- 『近世の女性画家たち 美術とジェンダー』（思文閣出版、1994年）
- 『尼門跡と尼僧の美術』（中世日本研究所　2003年）[2]